# 竹田海渡
竹田 海渡（たけだ かいと、4月19日 - ）は、日本の男性声優。大阪府出身。青二プロダクション所属。

## 略歴
当初は演奏や楽曲制作という形で「アニメ・ゲーム業界に携わりたい」と思い、バンド活動やギターの練習に没頭していたという。
声優になろうと思ったきっかけは『トップをねらえ!』を見たことから。元々はガンダム作品が好きで声優に関わりたいと思ったと語っている。その後、「とにかくすぐにお芝居がしたい」と思い立ち、舞台の門を叩いたのがきっかけで本格的に演技の道に入ったという。
青二塾東京校37期卒業。青二塾時代は歌や日本舞踊の授業などに慣れておらず、それらが特に大変で家に帰ると習ったことを全てノートに書き出すのが日課となっていたくらいだったという。

## 人物
役柄としては大阪出身のため、関西弁の役をはじめ、怪盗や忍びなど善と悪の二面性がある役や一筋縄ではいかないトリッキーな役が得意。「特徴的な声質をしている」と指摘されることもあるが、それをあえて完全に均して役ごとに特徴や呼吸のリズムを変え、その役に最も適したものに調整することも得意だという。
資格は普通自動車運転免許。趣味は洋楽鑑賞、ゲーム。特技はギター演奏でSlipknotやBring Me the Horizonをよく聴いているため、そういった楽曲を演奏するのが得意だという。方言は関西弁。
バットマンが好きで、フィギュアや原作コミックスを集めている。また、他のアメコミ作品も好きなため、それらが映画化されるとすぐに映画館に足を運んでいるという。
憧れの声優は神谷浩史を挙げている。芝居やナレーション、仕事に対する姿勢を特に尊敬しており、現場での演者やスタッフへの気遣いにも憧れているという。

## 出演
太字はメインキャラクター。

### テレビアニメ
2018年
- ONE PIECE（2018年 - 2020年、ホーミーズ木、ホーミーズ、砲弾、兵士、炭酸兵 他）
- ラストピリオド -終わりなき螺旋の物語-（智乃書）
- 斉木楠雄のΨ難（男子生徒、男子生徒A） - 1シリーズ + 完結編
- プラネット・ウィズ（生徒1）
- バキ（通行人）
- はたらく細胞（がん細胞2）
- ONE PIECE エピソードオブ空島
- ガンダムビルドダイバーズ（ダイバー、アーク）
- 天狼 Sirius the Jaeger（スレイブズ）
- ムヒョとロージーの魔法律相談事務所（船長）
- ゴブリンスレイヤー（2018年 - 2023年、ゴブリン、軽剣士） - 2シリーズ
- とある魔術の禁書目録III（2018年 - 2019年、客、通信）

2019年
- 3D彼女 リアルガール（司会者）
- ちびまる子ちゃん（上級生B）
- フルーツバスケット（男子生徒）
- RobiHachi（男）
- ワンパンマン（タンクトップハッター、ザッコス、ミズデッポウ）
- 名探偵コナン（2019年 - 2024年、男性、記者、鑑識、百原倫之）
- 女子高生の無駄づかい（イケメン）
- スタミュ（生徒）
- あひるの空（長治正治）
- 星合の空（柳下晃崇）

2020年
- はてな☆イリュージョン（警備員A）
- とある科学の超電磁砲T（研究員）
- ミュークルドリーミー（鈴木）
- ドラえもん（テレビ朝日版第2期）（アナウンサー、役人）
- ダンジョンに出会いを求めるのは間違っているだろうか シリーズ（2020年 - 2023年、レット） - 2シリーズ
- いわかける! - Sport Climbing Girls -（男性ファン）
- A3!（通行人）
- 戦翼のシグルドリーヴァ（飛行隊員）

2021年
- スケートリーディング☆スターズ（倉吉虎之助）
- 無職転生 〜異世界行ったら本気だす〜（救急隊員）
- 弱キャラ友崎くん（2021年 - 2024年、橋口恭也） - 2シリーズ
- 2.43 清陰高校男子バレー部（朝松壱成）
- ホリミヤ（男子高校生）
- ワールドトリガー（2021年 - 2022年、水上敏志） - 2シリーズ
- カードファイト!! ヴァンガード overDress（2021年 - 2024年、観客、男子生徒、生徒） - 3シリーズ
- Vivy -Fluorite Eye's Song-（トァク4）
- EDENS ZERO（研究員）
- うらみちお兄さん（TVアナウンサー、大学生）
- 86-エイティシックス-（同僚の男）
- ブルーピリオド（係員）
- テスラノート（警備員）

2022年
- 失格紋の最強賢者（レイシス、男子生徒C）
- ありふれた職業で世界最強 2nd season（海人族兵士C）
- 薔薇王の葬列（従者、従者D）
- 舞妓さんちのまかないさん（ウェイター）
- 東京ミュウミュウ にゅ〜♡（司会者、ヤンキー、男子）
- クールドジ男子（モブ、観客）
- 機動戦士ガンダム 水星の魔女（生徒）

2023年
- あやかしトライアングル（男子）
- お隣の天使様にいつの間にか駄目人間にされていた件（男子生徒、東城）
- イジらないで、長瀞さん 2nd Attack（審判A）
- パズドラ（パクー星人、王子）
- 彼女が公爵邸に行った理由
- 山田くんとLv999の恋をする（生徒）
- 七つの魔剣が支配する（ケビン＝ウォーカー）
- SYNDUALITY Noir（2023年 - 2024年、アタロー） - 2シリーズ
- ニンジャラ（ケネス）
- オーバーテイク!（ベルソリーゾピットクルー）

2024年
- 愚かな天使は悪魔と踊る（チャラ男1）
- ループ7回目の悪役令嬢は、元敵国で自由気ままな花嫁生活を満喫する（騎士）
- 黒執事 -寄宿学校編-（学生）
- 花野井くんと恋の病（先輩）
- JOCHUM（レイン）
- 恋は双子で割り切れない（男子生徒）
- 2.5次元の誘惑（スポンサー担当A）
- 魔王2099（通行人B、オーガオタクB）
- 合コンに行ったら女がいなかった話

2025年
- 天久鷹央の推理カルテ
- ハニーレモンソーダ（ミル）
- Re:ゼロから始める異世界生活 3rd season（カジレス）
- 俺だけレベルアップな件 Season 2 -Arise from the Shadow-（協会員）
- ロックは淑女の嗜みでして（男）
- WIND BREAKER Season 2
- SAKAMOTO DAYS（男）
- 帝乃三姉妹は案外、チョロい。（巌山高校空手部部員）

### 劇場アニメ
- えいが うちの3姉妹（2019年、マイティビーフ）
- ドラゴンクエスト ユア・ストーリー（2019年）
- 僕のヒーローアカデミア THE MOVIE ヒーローズ:ライジング（2019年）

### Webアニメ
- ガンダムビルドダイバーズRe:RISE（2020年、アーク）
- ハレルヤ -運命の選択-（2020年、街中の人）
- ガンダムブレイカー バトローグ（2021年、イベント参加者）
- テイルズ オブ ルミナリア The Fateful Crossroad（2022年、ユーゴ・シモン[12]）
- ガンダムビルドメタバース（2023年、友人、赤チーム）

### ゲーム
- ダンまち〜メモリア・フレーゼ〜（2017年、サンドロ）
- アートオブコンクエスト（2018年、ヴィリオン[13]）
- GIGANT SHOCK（2018年、ミウ2世）
- 共闘ことばRPG コトダマン（2018年、ダエエワア、ソレイーン）
- プロ野球 ファミスタ 2020（2020年、サンドラ）
- 月姫 -A piece of blue glass moon-（2021年）
- METALLIC CHILD（2021年、ダビニ[14]）
- テイルズ オブ ルミナリア（2021年、ユーゴ・シモン）
- イケメンヴィラン 闇夜にひらく悪の恋（2023年、ジュード・ジャザ）
- 龍が如く7外伝 名を消した男（2023年）
- グランブルーファンタジー（2024年、レンヴァーロ[15]）
- 18TRIP（2024年、押切水面[16]）

### ドラマCD
- スパイ百貨店（フウマ）

### ボイスオーバー
- 7つの海を楽しもう!世界さまぁ〜リゾート

### ナレーション
- リモートシェフ（BSフジ）
- 燈の守り人 灯台音声ガイド 愛媛県伊方町 佐田岬灯台（2022年）[17]

### 朗読劇
- 『東京怪獣物語』再演（2024年3月12日 - 17日、サンモールスタジオ）
- 『シアター』再演（2024年5月15日 - 26日、シアター風姿花伝)　てつや 役
- 『初等教育ロイヤル』（2024年8月21 - 25日、こくみん共済 coop ホール/スペース・ゼロ） - 森くん 役[18]

### ラジオ
※はインターネット配信。
- 竹田海渡・坂田将吾 ここをキャンプ地にする!（2021年 - 、ニコニコ動画※・YouTube※）[19]
- かみしんラジオ（2021年 - 、ニコニコ動画※・YouTube※）[20]

### インターネット番組
- 竹田海渡のおとうふげーむ（2023年 - 、OPENREC・YouTube）

### その他コンテンツ
- LINE LIVE ガンダムオンライン宣伝部 Mk-II（ガンオンお兄さん）
- LINE LIVE ガンダムオンライン宣伝部 Mk-II 全国キャラバン（アシスタント[2]）
- ボイスドラマ『燈の守り人～幻想夜話～』（2022年、佐田岬灯台[17]）
- HevenlyHelly（ガブ）
- 神神化身（2020年 - 、昏見有貴[21]）
- ボイスコミック『アルマギア -Project-』（2022年、社員B、帝国戦車兵F[22]）

## ディスコグラフィ

### キャラクターソング
| 発売日         | 商品名                                                        | 歌                                                                                               | 楽曲               | 備考                                                |
| -------------- | ------------------------------------------------------------- | ------------------------------------------------------------------------------------------------ | ------------------ | --------------------------------------------------- |
| 2020年11月18日 | スパイ百貨店 Music&Drama CD Order#2                           | マミヤ（住谷哲栄）、ユリト（坂田将吾）、ナグモ（河西健吾）、フウマ（竹田海渡）、カイト（八代拓） | 「Release energy」 | ドラマCD『スパイ百貨店』主題歌                      |
| 2021年8月18日  | スケートリーディング☆スターズ キャラクターソングミニアルバム② | 氷室泰冴（小野友樹）、倉吉虎之助（竹田海渡）                                                     | 「ROAR」           | テレビアニメ『スケートリーディング☆スターズ』関連曲 |

### シリーズ一覧
1. ↑  第2期（2018年）、完結編（2018年12月28日）
2. ↑  第1期（2018年）、第2期『II』（2023年）
3. ↑  第3期『III』（2020年）、第4期『IV 深章 厄災篇』（2023年）
4. ↑  第1期（2021年）、第2期『2nd STAGE』（2024年）
5. ↑  2ndシーズン（2021年）、3rdシーズン（2021年 - 2022年）
6. ↑  Season1（2021年）、続編『will+Dress』Season1（2022年）、続編『Divinez』（2024年）
7. ↑  第1クール（2023年）、第2クール（2024年）

### 初出話一覧
1. ↑  第2話初出
2. ↑  第12話初出
3. 1 2  第4話初出
4. ↑  第11話初出
5. 1 2  第6話初出
6. 1 2  第9話初出
7. 1 2  第1話初出
8. ↑  第8話初出
9. ↑  第3話初出
10. ↑  第64話初出
11. ↑  第25話初出
12. ↑  第20話初出
13. ↑  第13話初出
14. ↑  第7話初出